# Лисьё
Лисьё (фр.  Lissieu) — коммуна во Франции, в регионе Овернь — Рона — Альпы, в составе Лионской метрополии.
Код INSEE коммуны — 69117.

## География
Коммуна расположена приблизительно в 450 км к юго-востоку от Парижа, в 18 км к северо-западу от Лиона. Коммуна расположена в небольшой долине, вдоль автодороги RD306.

## История
По мнению французского историка Менестрье, название коммуны происходит от имени Лициниуса (лат. Licinius) — римского налогового интенданта в Галлии во времена императора Августа.
Местность, где находится сегодня Лисьё, вероятно, была заселена в римские времена. Сделать такой вывод позволяют две старые находки: в старой насыпи были обнаружены кусочки черепицы и самана, однако точной датировки находок нет. По сведениям Т. Ожье, опубликованным им ещё в 1856 году, на территории коммуны были обнаружены следы древнего поселения и римские монеты.
Впервые в письменных источниках Лисьё упоминается под названием «Лиссиако» (Lissiaco) в X веке. Сначала деревня принадлежала аббатству Эне из Лиона, затем — синьорам Божё, наконец, в 1298 году было уступлено последними лионским архиепископам.
В течение веков основным сельскохозяйственным продуктом, производимым в Льсьё, был виноград, однако в конце XIX века он был уничтожен филлоксерой, после чего его место заняло выращивание фруктов.
С 1970-х годов население коммуны резко растёт, Льсьё становится фактически жилым пригородом Лиона.
В 1994 году Лисьё вступает в Сообщество коммун Мон-д'Ор Азерг— межкоммунальное объединение, существовавшее на территории части департамента Рона в 1994—2013 годах. В 2009 году муниципальный совет голосует за присоединение коммуны к Большому Лиону. Таким образом, 1 января 2013 года Лисьё становится 58-й коммуной, входящей в состав Большого Лиона. 1 января 2015 года в связи с выделением Большого Лиона из департамента Рона в особую территориальную единицу, становится частью Лионской метрополии.

## Население
| Численность населения | Численность населения | Численность населения | Численность населения | Численность населения | Численность населения | Численность населения | Численность населения | Численность населения |
| 1793                  | 1800                  | 1806                  | 1821                  | 1831                  | 1836                  | 1841                  | 1846                  | 1851                  |
| --------------------- | --------------------- | --------------------- | --------------------- | --------------------- | --------------------- | --------------------- | --------------------- | --------------------- |
| 274                   | ↘234                  | ↗330                  | ↗338                  | ↗435                  | ↘426                  | ↗475                  | ↗507                  | ↗537                  |
| 1856                  | 1861                  | 1866                  | 1872                  | 1876                  | 1881                  | 1886                  | 1891                  | 1896                  |
| ↗544                  | ↘510                  | ↗562                  | ↗570                  | ↗586                  | ↘573                  | ↘512                  | ↗519                  | ↘516                  |
| 1901                  | 1906                  | 1911                  | 1921                  | 1926                  | 1931                  | 1936                  | 1946                  | 1954                  |
| ↗535                  | ↗544                  | ↘506                  | ↘417                  | ↘406                  | ↗476                  | ↘460                  | ↘424                  | ↗428                  |
| 1962                  | 1968                  | 1975                  | 1982                  | 1990                  | 1999                  | 2004                  | 2011                  | 2014                  |
| ↗481                  | ↗597                  | ↗734                  | ↗2091                 | ↗2535                 | ↗3090                 | ↗3125                 | ↘3049                 | ↗3119                 |

## Администрация

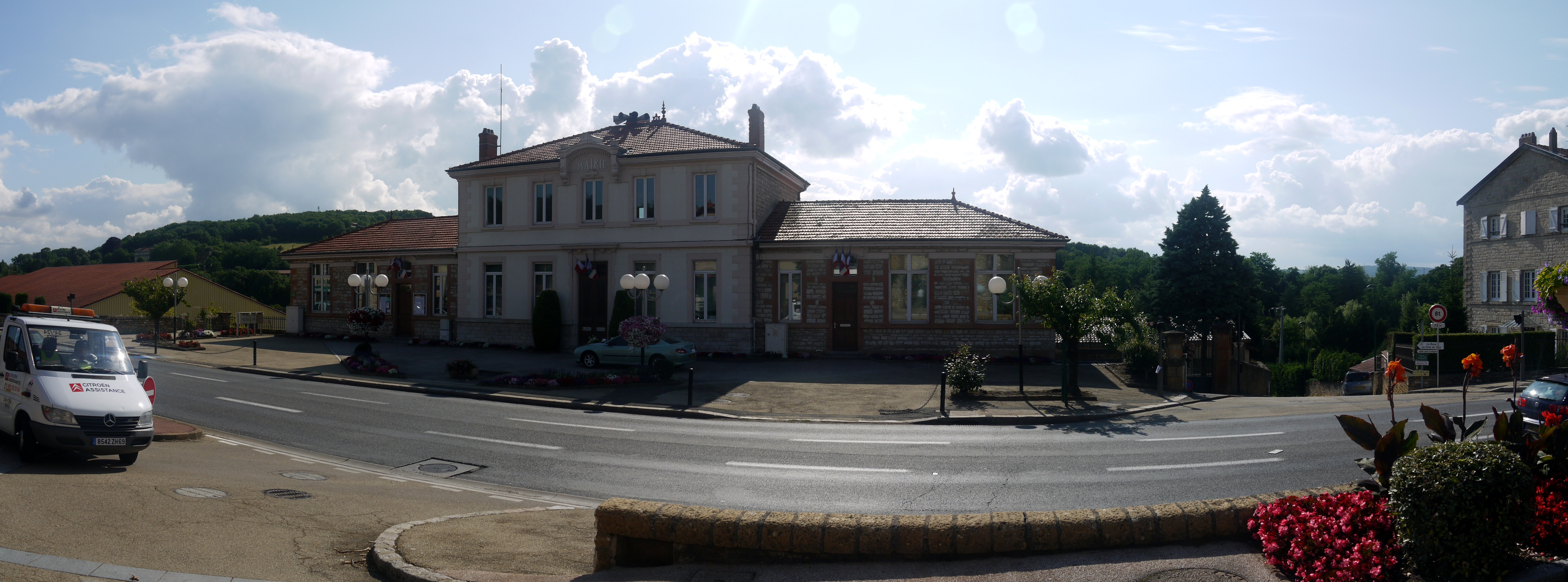
Мэрия Лисьё

| Период | Период | Фамилия         | Партия        | Примечания |
| ------ | ------ | --------------- | ------------- | ---------- |
| 2014   | 2020   | Ив Жанден       |               |            |
| 2001   | 2014   | Жан-Луи Шук     | Разные правые |            |
| 1988   | 2001   | Даниэль Бюстрен | Разные правые |            |
| 1983   | 1988   | Жан Корбиньо    | Разные правые |            |

## Экономика
С 1970-х годов коммуна потеряла своё сельскохозяйственное значение. В настоящее время является фактически жилым пригородом Лиона.

## Достопримечательности
- Приходская церковь 1682 года.
- Замок Лисьё (fr:Château de Lissieu)
- Замок Буа Дьё (fr:Château de Bois Dieu)

## Фотогалерея

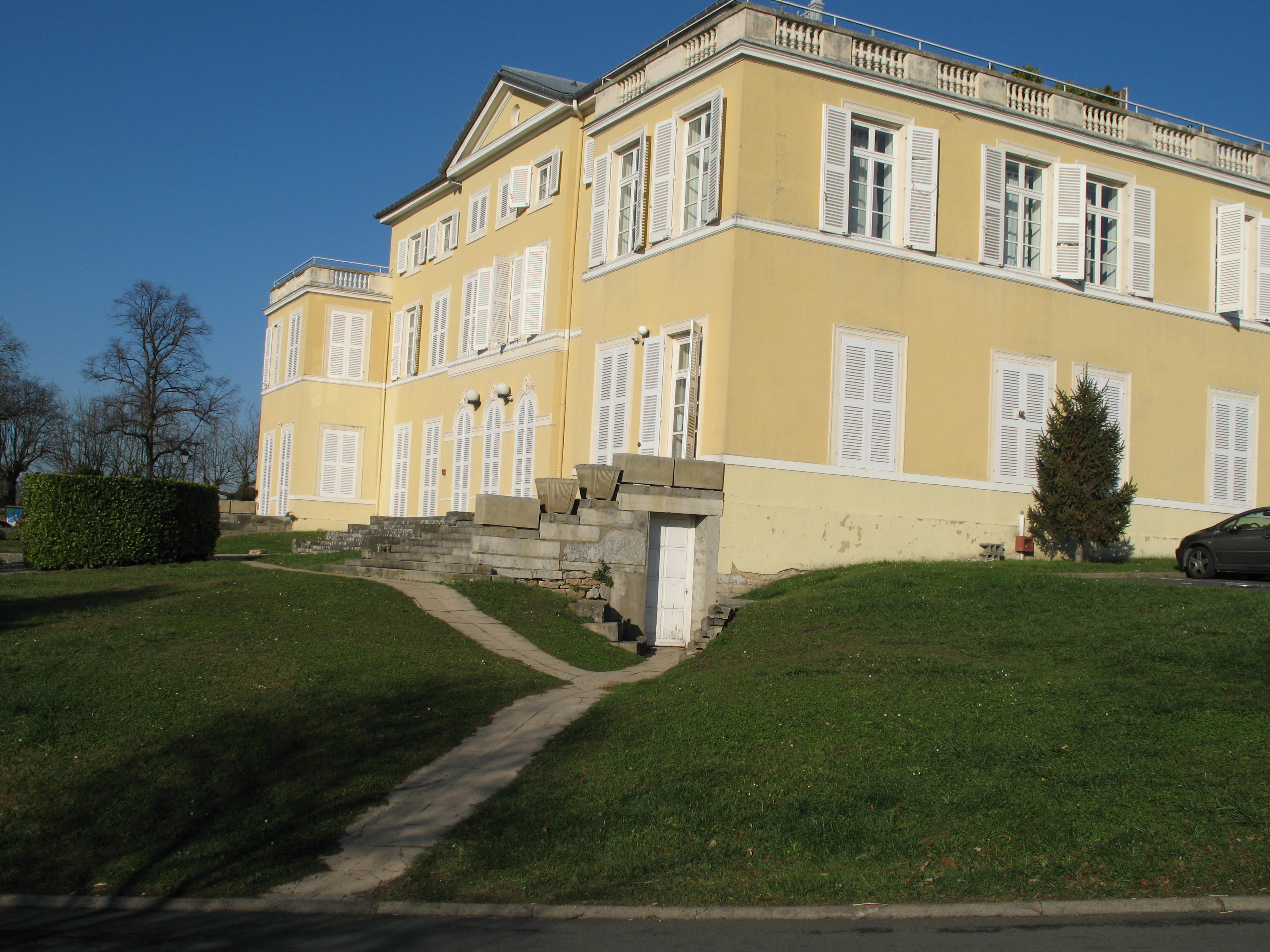
Замок Буа Дьё
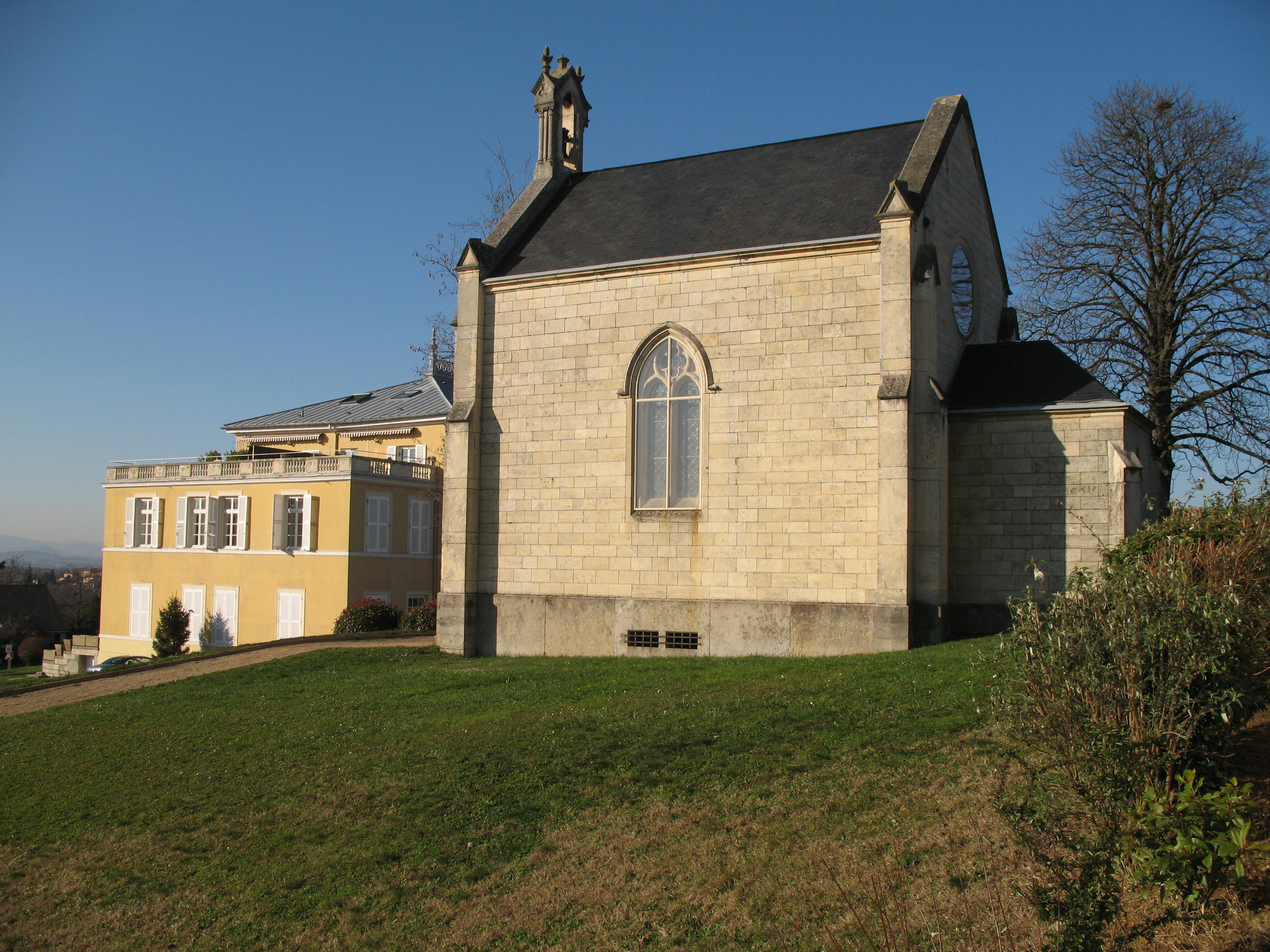
Замок Буа Дьё
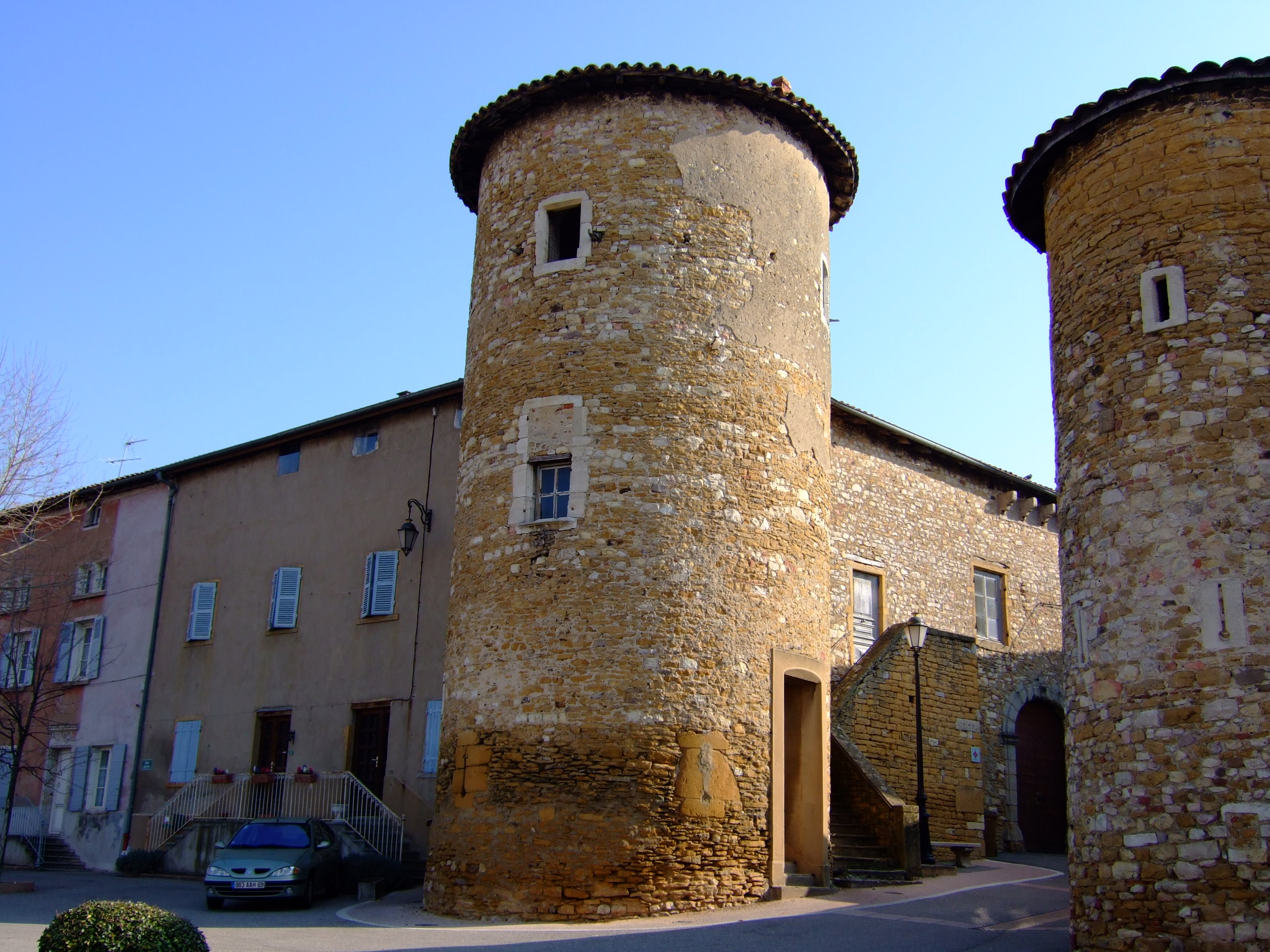
Графский замок Лисьё, наше время
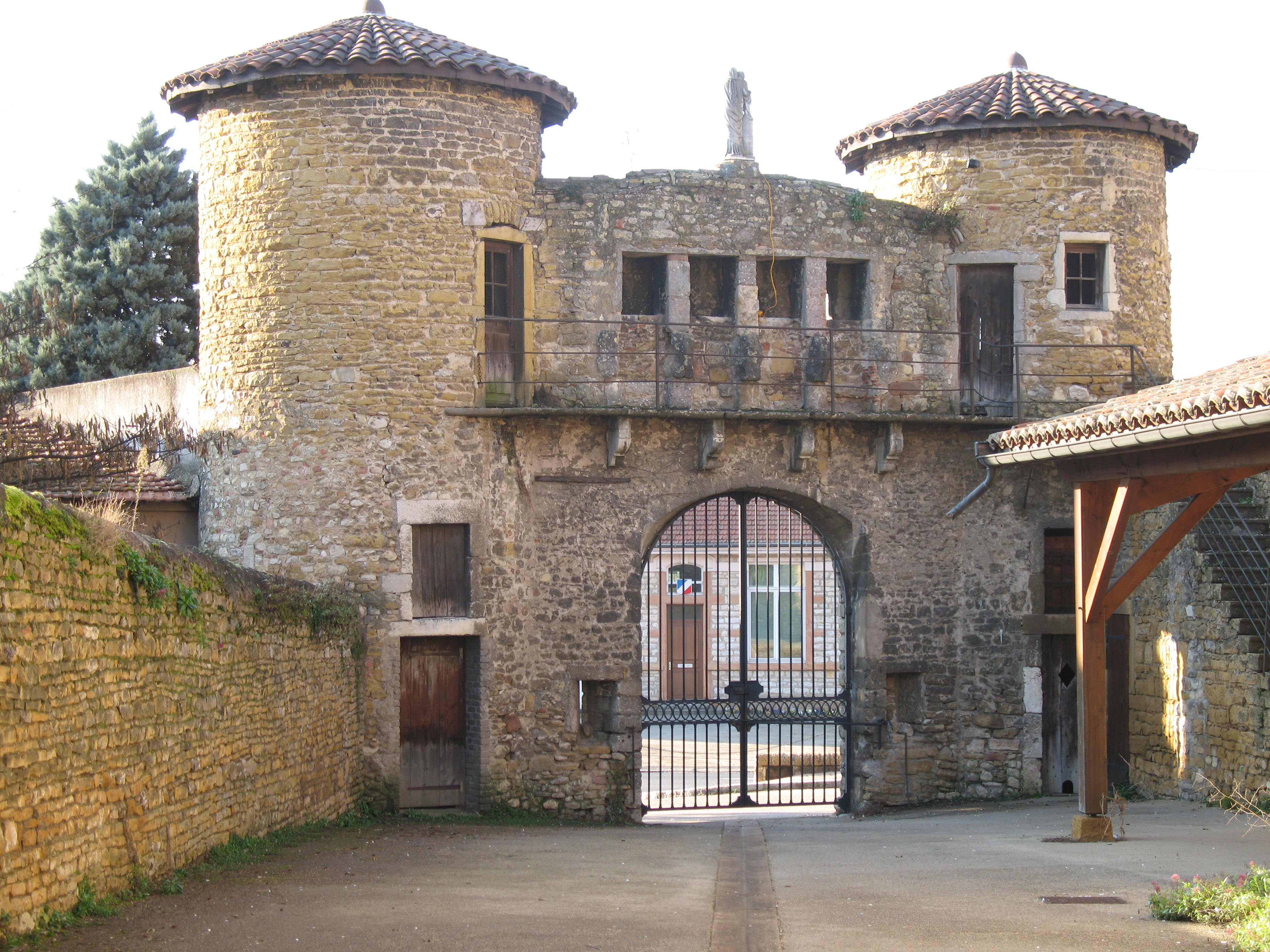
Ворота замка Лисьё
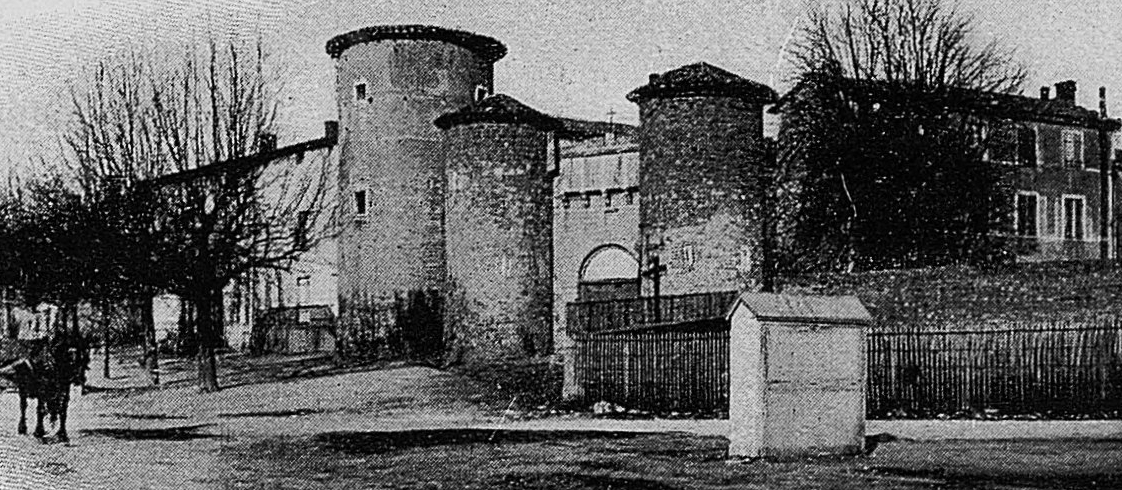
Башни замка Лисьё в начале XX века